# Andrei Ciobanu
Andrei Ciobanu (n. 18 ianuarie 1998, Bârlad, Vaslui, România) este un fotbalist român, care joacă pe post de mijlocaș la Oțelul în SuperLiga României. Pe plan internațional, are prezențe la națională pentru România Sub-17, România Sub-19 și România Sub-21.
În iunie 2022, Ciobanu a semnat un contract valabil pe două sezoane, cu opțiune de prelungire cu Rapid București.
În iunie 2025, jucătorul s-a transferat la Oțelul Galați din SuperLiga României, semnând un contract pe doi ani.